# 包地特
包地特（Baudette）是美國明尼蘇達州伍茲湖縣的城市，是伍茲湖縣的縣治。包地特位於雨河（Rainy River）和包地特河（Baudette River）的匯流點。
根據美國人口調查局，城市總面積9.6平方公里（3.7平方英哩），其中8.5平方公里（3.3平方英哩）是陸地，1.1平方公里（0.4平方英哩）為水，因此冬天非常寒冷。城市處於海拔331公尺（1,086英呎）
2000調查顯示該市人口為1,104，人口密度是每平方公里129.0人（每平方英哩334.1人）。

## 經濟
1935年至1986年，包地特是Rowell Laboratories藥品製造公司的所在地同時也是起源地，該公司以販售江鱈魚肝油起家。